# 聖福寺 (和歌山県白浜町)
聖福寺（しょうふくじ）は、和歌山県西牟婁郡白浜町堅田にある臨済宗妙心寺派の寺。山号は松尾山。本尊は千手観世音菩薩。

## 概要
江戸時代初期の寛永年間（1624年 - 1643年）に、一株祖典（いっちゅうそてん）禅師が全国行脚の途中この地にやってきて、ここにあった法雲庵という修行場を整備して、聖福寺を創建。ただし、彼は開山とはならず、自らの師、夾山東寛（かっさんとうかん）を開山とした。徳運庭という名園がある。「熊野曼荼羅三十三霊場」の札所。